# Калыкуль (озеро, Омская область)
Калыку́ль — пресноводное озеро в России, находится в восточной части Крутинского района (Новокарасукское сельское поселение) Омской области России, в 5 км к северу от озера Салтаим.
Располагается на высоте 99 м над уровнем моря. Имеет подковообразную форму. Площадь озера составляет 12 км². Из-за физико-географических особенностей территории, в частности, заболоченности, площадь водосбора озера Калыкуль не определена. Длина озера 4,9 км, ширина в средней части достигает 2,5 км. Средняя глубина водоёма — 1 м. Объём воды — 0,012 км³. Берега низменные, заболоченные на юго-западе и востоке (болото Горькое озеро). С северо-востока подступает лесостепь. На северном берегу расположено село Новокарасук.
На северо-западе в озеро впадает река Карасук. На юго-западе вытекает река Оша, впадающая в озеро Тенис. Острова отсутствуют.
В озере обитает карась, сазан, окунь, щука. Ведётся рыбный промысел. Для поддержания необходимого уровня кислорода с целью нормальной перезимовки рыбы на озере были установлены 7 аэраторов. Кроме того, в озеро Калыкуль было выпущено 500 000 мальков пеляди, 200 000 щуки и более 8 млн мальков карпа.